# Wayne Rainey
Wayne Wesley Rainey (* 23. října 1960 Downey) je bývalý americký motocyklový závodník. Vyhrál AMA Superbike Championship v letech 1983 a 1987 a závod Daytona 200, na mistrovství světa silničních motocyklů obsadil v nejsilnější kubatuře do 500cm³ na stroji Yamaha 8. místo v roce 1984, 3. místo v roce 1988, 2. místo v roce 1989, mistrem světa byl třikrát po sobě v letech 1990, 1991 a 1992 a v roce 1993 skončil celkově druhý. Známé bylo jeho soupeření s krajanem Kevinem Schwantzem, které bylo konfrontací dvou jezdeckých stylů: precizní taktik Rainey, přezdívaný Mr. Perfect, proti maximálně riskujícímu Schwantzovi. Na velké ceně Itálie v Misanu v roce 1993 utrpěl po pádu poranění páteře, které ho natrvalo upoutalo na invalidní vozík. I nadále se však věnuje závodění na speciálu Superkart upraveném pro ruční řízení, je také předsedou organizace MotoAmerica. Byl zařazen do Síně slávy mezinárodního motocyklového sportu (2007) a Síně slávy Americké motocyklové asociace (2015).